# Луфтвафе (Вермахт)
Луфтвафе (  — „ваздушно оружје“ дословно преведено са немачког) је назив за ратно ваздухопловство немачког Вермахта. Након што је ратно ваздухопловство Немачког царства распуштено маја 1920. године по одредбама Версајског споразума, Луфтвафе је поново основано 26. фебруара 1935. и постало једно од најјачих, најнапреднијих и најискуснијих ваздухопловстава на свету када је избио Други светски рат у Европи у септембру 1939. Након пораза Трећег рајха, Луфтвафе је распуштено 1946.

## Први светски рат
Луфтвафе је основан за време Првог светског рата, са појавом војних авиона. То је било прво ратно ваздухопловство на свету. За време рата је Луфтвафе користио широк спектар летелица. После немачког пораза, Луфтвафе је расформиран по условима Версајског споразума. Као резултат овог дисконтинуитета у постојању, данашњи Луфтвафе није најстарије ратно ваздухопловство на свету, јер је британски РАФ старији.
Дана 26. фебруара 1935, Адолф Хитлер је наредио пилоту и асу из Првог светског рата, Херману Герингу да поново успостави Луфтвафе, кршећи споразум. Ово кршење је протекло без санкција Британије, Француске или Лиге народа.

## Други светски рат
До 1939, пред избијање Другог светског рата, Луфтвафе је постао најмоћнија ваздушна снага на свету. Као такав је играо важну улогу у раним немачким успесима у рату, и чинио је кључну карику стратегије Блицкрига, махом захваљујући коришћењу иновативног Јункерса Ju 87 понирућег бомбардера (Sturzkampfflugzeug - „Штука"). Контингент Луфтвафеа (Легија Кондор) је послат као подршка Франковим снагама у Шпанском грађанском рату са плановима и особљем.
Неспособност Луфтвафеа да контролише небо у бици за Британију после тактичке грешке померања фокуса операција на са бомбардовања аеродрома на бомбардовање индустријских мета и градова је била једна од кључних тачака рата. Немачка ваздушна снага, која је патила од мањка горива и лошег руководства се још смањила уласком Америке у рат, мада је остала значајна, посебно на Источном фронту, и била је технички напредна.
Јединствена карактеристика Луфтвафеа (насупрот другим независним авијацијама) је била та да је у свом саставу имао падобранце.
Луфтвафе је била прва авијација на свету која је користила млазни ловац - двомоторни Месершмит Me 262, мада је овај авион имао проблеме са поузданошћу својих млазних мотора: док су мотори код авиона Јункерс Јумо 004 били напредног axial-flow дизајна, они су патили од мањка висококвалитетних стратешких материјала током производње као резултат савезничких бомбардовања и промени ратне среће. Ме-у 262 су се убрзо придружили остали високо напредни авионски дизајни, као што су Арадо Ар 234 дво- и четворомоторни бомбардер/извиђачки авион, Хајнкел He 162 једно-моторни млазни ловац (са БМВ-овим млазним мотором), Месершмит Ме 163 Комет ракетни ловац, и други. Више каснијих високо-напредних авионских дизајна као што је Гота Го 229 (Gotha Go 229), летеће крило, су били или у фази тестирања или је производња тек почела кад се рат завршио. Немачка авио-индустрија је такође развила прву масовно коришћену крстарећу ракету, Фислер Фи 103 V-1 летећа бомба, и прву балистичку ракету, V-2.
Колико год модерне ове летелице биле, оне нису саме могле спречити потпуни немачки пораз у ваздуху. Луфтвафеу су недостајали гориво, обучени пилоти, организационо јединство, и безбедни аеродроми. Савезници су са друге стране били у стању да искористе немачке техничке напоре: Операција Спајалица, на пример, је била једна од многих смишљених током 1944/45. да би се сакупили или технички узорци, подаци или само развојно особље које би било „евакуисано“ у САД, Енглеску, Русију или Француску. Рани амерички и совјетски свемирски програми су користили немачку опрему и запошљавали немачке научнике и инжењере, попут Вернера фон Брауна.